# Jennifer Heilová
Jennifer Heilová (* 11. dubna 1983, Spruce Grove, Kanada) je bývalá kanadská akrobatická lyžařka.
Na olympijských hrách v Turíně roku 2006 vyhrála závod v jízdě v boulích. Na dalších hrách ve Vancouveru roku 2010 brala stříbro. Je čtyřnásobnou mistryní světa, tři tituly získala v paralelním závodě (2007. 2009, 2011), jeden v klasickém (2011). Ze světového šampionátu má i dvě stříbra. Má šest malých křišťálových glóbů za celkové boulařské vítězství ve světovém poháru, pět z klasiky (2004, 2005, 2006, 2007, 2010) a jeden z paralelních boulí (2007). Jednou uspěla i v souboji o velký křišťálový glóbus, tedy celkové vítězství ve světovém poháru akrobatického lyžování (2007). Vyhrála v seriálu světového poháru 25 závodů, 58krát stála na stupních vítězů.
Je studentkou managementu a politických věd na McGillově univerzitě v Montréalu. Je zakladatelkou společnosti B2ten, která získala více než 3 miliony dolarů, aby pomohla sportovcům získat přístup ke špičkovým tréninkovým podmínkám. Ve volném čase je vášnivou surfařkou. Jejím partnerem je její trenér Dominick Gauthier. Začali spolu chodit v roce 2004, kdy Gauthier trénoval japonský národní tým.